# Ī̌
Ī̌ (minuscule : ī̌), appelé I macron caron, est une lettre latine utilisée dans l’écriture du kaska.
Il s’agit de la lettre I diacritée d’un macron et d’un caron.

## Représentations informatiques
Le I macron caron peut être représenté avec les caractères Unicode suivants : 
- composé et normalisé NFC (latin étendu A, diacritiques) :

| formes    | représentations | chaînes de caractères | points de code | descriptions                                       |
| --------- | --------------- | --------------------- | -------------- | -------------------------------------------------- |
| capitale  | Ī̌               | Ī◌̌                    | U+012A U+030C  | lettre majuscule latine i macron diacritique caron |
| minuscule | ī̌               | ī◌̌                    | U+012B U+030C  | lettre minuscule latine i macron diacritique caron |

- décomposé et normalisé NFD (latin de base, diacritiques) :

| formes    | représentations | chaînes de caractères | points de code       | descriptions                                                   |
| --------- | --------------- | --------------------- | -------------------- | -------------------------------------------------------------- |
| capitale  | Ī̌               | I◌̄◌̌                   | U+0049 U+0304 U+030C | lettre majuscule latine i diacritique macron diacritique caron |
| minuscule | ī̌               | i◌̄◌̌                   | U+0069 U+0304 U+030C | lettre minuscule latine i diacritique macron diacritique caron |

## Sources
- Kaska, Yukon Native Language Centre.